# Pandanus kajui
A Pandanus kajui az egyszikűek (Liliopsida) osztályának csavarpálma-virágúak (Pandanales) rendjébe, ezen belül a csavarpálmafélék (Pandanaceae) családjába tartozó faj.

## Előfordulása
Kizárólag Kenya területén fordul elő, csak ezen a területen őshonos.